# Jaroslav Štika
Jaroslav Štika (1. dubna 1931 Rožnov pod Radhoštěm – 28. září 2010 tamtéž) byl valašský národopisec, sběratel lidové kultury a dlouholetý ředitel Valašského muzea v přírodě v Rožnově pod Radhoštěm.

## Život
Narodil se 1. dubna 1931 v Rožnově pod Radhoštěm v rodině melioračního zemědělského mistra. Po maturitě v roce 1950 na reálném gymnáziu ve Valašském Meziříčí studoval český jazyk, dějepis a hudební výchovu na Pedagogické fakultě Univerzity Palackého v Olomouci. V letech 1951–1955 absolvoval vysokoškolská studia etnografie a historie na Univerzitě Jana Evangelisty Purkyně v Brně u univerzitního profesora Antonína Václavíka.
V roce 1955 krátce působil jako správce Valašského muzea v přírodě v Rožnově pod Radhoštěm.
V letech 1956–1971 byl zaměstnán jako vědecký pracovník Ústavu pro etnografii a folkloristiku ČSAV, kde v roce 1962 obhájil u univerzitního profesora Josefa Macůrka kandidátskou práci Karpatské salašnictví na východní Moravě.
Roku 1972 se ve funkci ředitele vrátil do Valašského muzea v přírodě v Rožnově pod Radhoštěm. Pod jeho vedením se pokračovalo v další výstavbě a rozšiřování muzea, došlo k rozšíření Valašské dědiny a vybudování nového areálu – Mlýnské doliny. V duchu zakladatelů muzea bratří Jaroňků rozvíjel koncepci tzv. živého muzea. Programovou skladbu muzea obohatil o množství nových národopisných a folklorních pořadů. V roce 1972 založil a dlouhá léta vedl pěvecký sbor Polajka. Jako ředitel Mezinárodního folklorního festivalu Rožnovské slavnosti otevřel Rožnovské muzeum nejen souborům z blízkého zahraničí, ale po roce 1989 i krajanským spolkům. Ve funkci ředitele muzea zůstal až do doby svého odchodu do důchodu na jaře 1999.
Působil též jako předseda Valašského muzejního a národopisného spolku, angažoval se rovněž v mezinárodních organizacích. V letech 1984–1990 vykonával funkci viceprezidenta Svazu evropských muzeí v přírodě, působil jako prezident sekce České republiky v rámci Mezinárodní organizace pro lidové umění (I.O.V.) či jako předseda subkomise pro studium pastevectví v rámci Mezinárodní komise pro studium lidové kultury v karpatské a balkánské oblasti. Spolupodílel se na přípravě mnoha mezinárodních folklórních festivalů – MFF Strážnice, Slezské dny Dolní Lomná aj.
Byl autorem mnoha odborných studií a publikací z oblasti valašského salašnictví, každodennosti
valašského života a valašské lidové kultury. Ceněny jsou jeho odborné práce, širší veřejnosti je známa zejména jeho kniha věnovaná lidové stravě na Valašsku či pětidílná monografie Těšínska.
Za svou celoživotní práci obdržel řadu ocenění, v roce 2004 mu byla udělena Cena ministra kultury ČR. Stal se nositelem čestného uznání Rady Zlínského kraje. V roce 2009 se stal Rytířem Rumunska.
Po roce 1989 se zapojil také do komunální politiky jako člen zastupitelstva a následně rady města Rožnov pod Radhoštěm.
Zemřel roku 2010. Pohřben byl na Valašském Slavíně v Rožnově pod Radhoštěm.
Byl ženatý, se svou ženou Evou, rozenou Koláčkovou, měl syna Jana (1953) a dceru Evu (1958).

## Publikace
- Etnografický region Moravské Valašsko. Ostrava 1973.
- Lidová strava na Valašsku. Praha ? 1980; Rožnov pod Radhoštěm 1997.
- Těšínsko. I. – V. díl. Šenov 1997–2003 (spoluautoři I. Stolařík, V. Tomolová).
- Valaši a Valašsko: o původu Valachů, valašské kolonizaci, vzniku a historii moravského Valašska a také o karpatských salaších. 2007
- Valaši a Valašsko. Rožnov pod Radhoštěm ? 2009, 2010.